# Schiessling
Schiessling är ett berg i Österrike.   Det ligger i distriktet Bruck-Mürzzuschlag och förbundslandet Steiermark, i den östra delen av landet, 110 km sydväst om huvudstaden Wien. Toppen på Schiessling är 1 482 meter över havet.
Terrängen runt Schiessling är kuperad åt sydost, men åt nordväst är den bergig. Närmaste större samhälle är Kapfenberg, 15,4 km söder om Schiessling. 
I omgivningarna runt Schiessling växer i huvudsak blandskog. Runt Schiessling är det ganska glesbefolkat, med 48 invånare per kvadratkilometer.